# Digifant

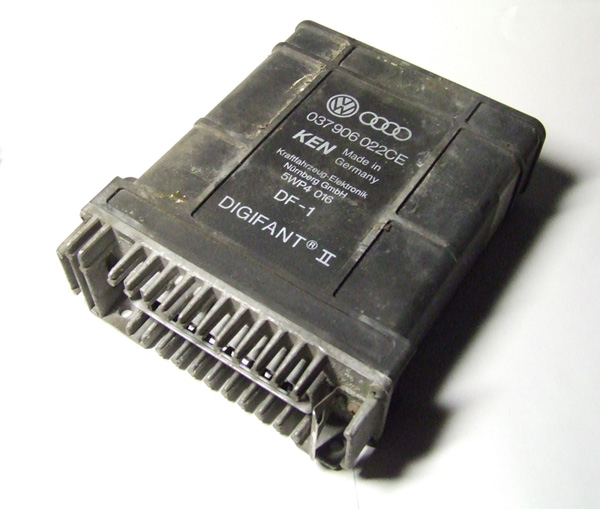
Motorsteuerung Digifant II DF-1

Digifant ist die Bezeichnung für eine Motorsteuergeräte-Baureihe des Volkswagen-Konzerns. Das Kunstwort Digifant setzt sich dabei aus „digital injection“ und „weißer Elefant“ zusammen. Die Digifant ist eine Weiterentwicklung aus dem Digijet und der Zündanlage (Dignition) und vereint beide Einzelsysteme zu einem Motorsteuergerät. Das Ziel dieser Zusammenfassung war es, einen möglichst günstigen Emissionsausstoß und einen ökonomischen Verbrauch bei optimaler Leistung zu erhalten. Sie wurde stetig weiterentwickelt, wobei je nach Motortyp und Baujahr weitere Funktionen ergänzt oder verändert wurden. Abgelöst wurde die Digifant schließlich durch das Nachfolgesystem Simos.

## Aufbau
Die Digifant ist eine elektronisch gesteuerte Einspritzung mit programmierten Kennfeldern für Einspritzzeit und Zündzeitpunkt. Sie verfügt über Schubabschaltung, Lambda-Regelung, Kaltstart-, Warmlauf- und Volllastanreicherung. Die Einspritzventile werden je nach Typ simultan oder sequentiell angesteuert und spritzen den Kraftstoff in das Saugrohr vor die Einlassventile. Der Zündzeitpunkt wird bei allen Digifant-Varianten elektronisch bestimmt. Die meisten Digifant-Varianten verfügen über eine elektronische Leerlaufregelung mit Hilfe eines Leerlaufstellers und eine Klopferkennung mit einem oder zwei Klopfsensoren.

## Gemischkorrektur

### Startererkennung
Das Steuergerät erkennt das Starten des Motors. Durch das Spannungssignal wird bei Spannungsabfall der Batterie das Schalten des Kraftstoffpumpenrelais sichergestellt.
Digifant-Versionen mit sequentieller Einspritzung benötigen beim Starten zwei Kurbelwellenumdrehungen, um den OT des ersten Zylinders zu erkennen und takten erst dann die Einspritzventile.

### Kaltstart
Die Einspritzventile werden vom Steuergerät länger geöffnet um das Gemisch anzufetten. Bei steigender Kühlwassertemperatur nimmt die Öffnungsdauer ab.
Die Lambda-Regelung ist deaktiviert.
Der Leerlauf wird vom Leerlaufsteller angehoben.

### Warmlaufphase
In der Warmlaufphase wird der Leerlauf durch den Leerlaufsteller stabilisiert.
Die Lambda-Regelung wird ab einer bestimmten Kühlwassertemperatur eingeschaltet.

### Laständerungen
Der Drosselklappenschalter und/oder das Drosselklappenpotentiometer geben die Informationen Leerlauf oder Volllast an das Steuergerät und dieses ändert die Einspritzzeit in Abhängigkeit von der Stellung des Stauklappen-Luftmengenmessers oder vom Unterdruck- bzw. Druckgeber im Steuergerät.

### Änderung der Ansauglufttemperatur
Erkennung über den Ansauglufttemperaturwiderstand. Das Steuergerät reagiert mit Verlängerung oder Verkürzung der Einspritzzeit.

### Drehzahlbegrenzung
Das Steuergerät bekommt die Drehzahlinformation von dem Hallgeber im Verteiler oder von dem Hallgeber an der Kurbelwelle und nimmt zwischen 6400 min−1 und 6500 min−1 die Einspritzzeit zurück. Bei den Wasserboxermotoren geschieht dies bereits bei 5400 min−1.

### Schubabschaltung
Erkennung über Drehzahl und Drosselklappenstellung; das Steuergerät stoppt die Einspritzung bei betriebswarmem Motor, bei losgelassenem Gaspedal und oberhalb von 1500 min−1.

### Volllast
Erkennung über Drehzahl und Drosselklappenstellung; das Steuergerät erhöht zusätzlich die Öffnungsdauer der Einspritzventile.

### Lambda-Regelung
Eine Lambdasonde erkennt fettes oder mageres Gemisch, dementsprechend wird die Einspritzzeit verändert.

## Zündzeitpunktbestimmung
Das Motorsteuergerät passt mit Hilfe der Größen Kühlwassertemperatur, Drehzahl, Lastzustand und falls vorhanden den Klopfsensor(en) den Zündzeitpunkt an.
Der Leerlauf wird zusätzlich über den Zündzeitpunkt stabilisiert.

## Varianten
Die Digifant-Varianten unterscheiden sich sehr stark. Durch stetige Weiterentwicklung kamen neue Funktionen hinzu oder wurden geändert. Die ersten Digifant-Varianten verfügten über einen Stauklappen-Luftmengenmesser, einen Zusatzluftschieber, Drosselklappenschalter und spritzten simultan ein. Außerdem gab es Digifant-Varianten ohne oder mit Lambda-Regelung, die kurze Zeit später bei allen Varianten Einzug fand. Später wurde eine Klopferkennung mit einem oder zwei Klopfsensoren und eine Leerlaufregelung über einen Leerlaufsteller integriert. Im fließenden Übergang wurde der Stauklappen-Luftmengenmesser durch Unterdruck- bzw. Druckgeber im Steuergerät und die Drosselklappenschalter durch Drosselklappenpotentiometer mit oder ohne Leerlaufschalter abgelöst. Die neueren Digifant-Varianten spritzen sequentiell ein, sind adaptiv, so dass der CO-Wert und die Leerlaufdrehzahl nicht mehr eingestellt werden müssen und federn Lastschläge über den Leerlaufsteller ab. Außerdem verfügen sie über diverse Signaleingänge und -ausgänge für Drehzahl-, Geschwindigkeits- und Verbrauchsinformationen, Leerlaufanhebung, Automatikgetriebe und Wegfahrsperren. Fast alle Digifant-Varianten sind diagnosefähig. Einige neuere Steuerungen müssen bei Veränderung des Drosselklappenpotentiometers oder des Leerlaufschalters neu angelernt werden (eine sogenannte Drosselklappengrundeinstellung).
Die Digifant (in allen Varianten) wurde von 1985 bis 2005 in fast allen Modellen des Volkswagen-Konzerns, aber auch bei den Konzerntöchtern Audi und Seat, verbaut.
Übersicht der Digifantvarianten
| Modell | Hubraum  | Bauart | Zyl. | kW/PS   | MKB | Bauzeit   |
| ------ | -------- | ------ | ---- | ------- | --- | --------- |
| 2,1 l  | 2081 cm³ | WBX    | 4    | 70/95   | MV  | 1985–1992 |
| 2,1 l  | 2081 cm³ | WBX    | 4    | 64/87   | SR  | 1986–1992 |
| 1,3 l  | 1272 cm³ | Reihe  | 4    | 85/115  | PY  | 1986–1994 |
| 2,4 l  | 2383 cm³ | Reihe  | 6    | 69/94   | 1E  | 1988–1995 |
| 1,3 l  | 1272 cm³ | Reihe  | 4    | 55/75   | 3F  | 1990–1994 |
| 1,8 l  | 1781 cm³ | Reihe  | 4    | 77/105  | RV  | 1987–1991 |
| 1,8 l  | 1781 cm³ | Reihe  | 4    | 79/107  | PF  | 1987–1991 |
| 1,8 l  | 1781 cm³ | Reihe  | 4    | 82/112  | PB  | 1987–1991 |
| 1,8 l  | 1781 cm³ | Reihe  | 4    | 72/98   | 2H  | 1988–1993 |
| 1,8 l  | 1781 cm³ | Reihe  | 4    | 72/98   | 1P  | 1988–1991 |
| 1,8 l  | 1763 cm³ | Reihe  | 4    | 118/160 | 1H  | 1988–1989 |
| 1,8 l  | 1781 cm³ | Reihe  | 4    | 118/160 | PG  | 1988–1993 |
| 2,1 l  | 2081 cm³ | WBX    | 4    | 68/92   | SS  | 1989–1992 |
| 1,8 l  | 1781 cm³ | Reihe  | 4    | 154/210 | 3G  | 1989      |
| 2,0 l  | 1984 cm³ | Reihe  | 4    | 85/115  | 2E  | 1990–1996 |
| 2,5 l  | 2461 cm³ | Reihe  | 5    | 81/110  | AAF | 1990–1993 |
| 2,0 l  | 1968 cm³ | Reihe  | 4    | 62/84   | AAC | 1990–2003 |
| 2,0 l  | 1984 cm³ | Reihe  | 4    | 85/115  | ABK | 1991–1998 |
| 2,0 l  | 1984 cm³ | Reihe  | 4    | 110/150 | ABF | 1992–1999 |
| 1,6 l  | 1584 cm³ | Boxer  | 4    | 34/46   | ACD | 1992–2003 |
| 1,8 l  | 1781 cm³ | Reihe  | 4    | 66/90   | ADD | 1993–2005 |
| 2,5 l  | 2461 cm³ | Reihe  | 5    | 81/110  | ACU | 1993–1996 |
| 1,8 l  | 1781 cm³ | Reihe  | 4    | 95/129  | ADL | 1994–1996 |